# 3054 Strugatskia
3054 Strugatskia este un asteroid din centura principală, descoperit pe 11 septembrie 1977 de Nikolai Cernîh.